# Ray Barbuti
Raymond James Barbuti, detto Ray (New York, 12 giugno 1905 – Pittsfield, 8 luglio 1988), è stato un velocista statunitense, specializzato nei 400 metri piani e vincitore di due medaglie d'oro olimpiche ai Giochi di Amsterdam 1928.

## Palmarès
| Anno | Manifestazione  | Sede      | Evento      | Risultato | Prestazione | Note            |
| ---- | --------------- | --------- | ----------- | --------- | ----------- | --------------- |
| 1928 | Giochi olimpici | Amsterdam | 400 m piani | Oro       | 47"8        |                 |
| 1928 | Giochi olimpici | Amsterdam | 4×400 m     | Oro       | 3'14"2      | Record mondiale |